# بالایرکندی
بالایرکندی (به لاتین: Balairkandi) یک منطقهٔ مسکونی در بنگلادش است که در ناحیه چاندپور واقع شده‌است.